# Bagnet wz. 28
Das Bagnet karabinowy wzór 28 oder auch Bagnet wz. 28 (deutsch: Gewehrbajonett Modell 28) war ein kurzes polnisches Bajonett für den Karabiner wz. 1929 und den Karabiner wz. 98a.

## Geschichte
Um die neueren Karabiner der polnischen Armee mit Bajonetten versehen zu können, wurde ein passendes 1928  Bajonett entwickelt und 1929 eingeführt. Zu Beginn erhielt es die Bezeichnung wz. 28. Im Jahr 1933 wurde gemäß dem Dziennikiem Rozkazów (deutsch: Bestelljournal) Nr. 7/33 im Punkt 101 eine neue Bajonett-Nomenklatur eingeführt. Dadurch wurde das wz. 28 fortan als wz. 29 bezeichnet.

## Produktion
Das Bajonett wz. 28 wurde in zwei Fabriken hergestellt, zum einen in der Fabryka Towarzystwa Motorów „Perkun“ w Warszawie (deutsch: Fabrik der Automobilgesellschaft „Perkun“ in Warschau) und zum anderen in der Fabryka Broni w Radomiu (deutsch: Waffenfabrik in Radom). Beide Modelle wiesen dabei nur marginale Unterschiede auf. In Radom war die Klinge etwas breiter, wodurch auch die Hohlkehle breiter wurde. Weiterhin waren die Bajonette oftmals verziert mit Flaggen, Pfeilen oder auch Sonnen. Um die Bajonette unterscheiden und deren Herkunft bestimmen zu können, besaßen sie entweder eine Prägung mit PERKUN oder RADOM, neben den weiteren Prägestempeln.
Das Bajonett wz. 28 hatte, wie das wz. 24, eine einschneidige Klinge mit einer doppelseitigen, konkaven Hohlkehle. Das Bajonett bestand aus Stahl und hatte mit Klinge und Griff eine Gesamtlänge von 38,2 cm. Die Klinge war 25,6 cm lang und 2,5 cm breit. Der Griff bestand aus Holz und wurde mithilfe von zwei Schrauben am Stahlgriff befestigt. Innerhalb des Griffes befand sich ein kleines Loch, in dem ein Putzstock untergebracht war. Am Gewehr wurde das Bajonett am Handschutzring mithilfe einer Spiralfeder befestigt. Um die Bajonette vor dem Mündungsfeuer zu schützen, besaßen einige eine Feuerschutzabdeckung.

## Einsatz
Zum Einsatz kam das Bajonett in nahezu allen Einheiten und Mobilisierungsreserven, welche den Karabiner wz. 1929 oder Karabiner wz. 98a nutzten.
Nachdem die Wehrmacht Polen besetzt hatte, fielen ihnen mehrere Bajonette in die Hände. Das Heereswaffenamt führte dieses Bajonett in ihren Listen der Kennblätter fremden Geräts. Hierbei erhielt das Bajonett die Bezeichnung Seitengewehr 139 (p) oder, sofern es von russischen Streitkräften erbeutet wurde, Seitengewehr 139 (r). Seitengewehr 139 (r) deshalb, da auch nach dem Einmarsch der Sowjetunion in Polen diese ebenfalls das Bagnet wz. 28 erbeutete und nutzte. Nach dem Einmarsch in die Sowjetunion erbeuteten deutsche Truppen dieses Bajonett dann ebenfalls.